# Garnierius albostriatulus
Garnierius albostriatulus là một loài bọ cánh cứng trong họ Cerambycidae.